# Luziânia
Luziânia – miasto i gmina w Brazylii leżące w stanie Goiás. Gmina zajmuje powierzchnię 3961,1 km². Według danych szacunkowych w 2016 roku miasto liczyło 196 864 mieszkańców. Położone jest około 180 km na północny zachód od stolicy stanu, miasta Goiânia, oraz około 60 km na południe od Brasílii, stolicy kraju. 
13 grudnia 1746 roku na tych terenach Antônio Bueno de Azevedo założył osadę Santa Luzia. Przybył on na te obszary w towarzystwie przyjaciół i licznych niewolników z wioski Paracatu. Założenie miejscowości jest związane z wydobyciem złota oraz innych metali występujących w regionie. Intensywne górnictwo sprawiło, że populacja nowo utworzonej osady w krótkim czasie wzrosła do 10 tysięcy osób, w tym wielu niewolników. W 1749 roku w Santa Luzia wzniesiono gmach sądu, a w 1756 roku założono parafię. W dniu 12 maja 1771 roku zmarł założyciel osady, Antonio Bueno de Azevedo. Pod koniec XVIII wieku górnictwo zaczyna tracić na znaczeniu – część mieszkańców opuszcza wieś, pozostali poświęcają się rolnictwu, w tym hodowli zwierząt. W 1867 roku ówczesna wieś otrzymuje prawa miejskie. 31 grudnia 1943 roku zmieniono nazwę z Santa Luzia na obecną.
W 2014 roku wśród mieszkańców gminy PKB per capita wynosił 16 305,55 reais brazylijskich.